# Залите, Элина Аугустовна
Элина Аугустовна Залите (латыш. Elīna Zālīte; 7(19) октября 1898 года, Трапенская волость, Латвия — 7 апреля 1955 года, Рига) — латышская советская писательница. Заслуженный деятель культуры Латвийской ССР (1954).

## Биография
Родилась в семье столяра.
В 1904 году семья переехала в Апе. В Aпe Элина училась в начальной школе. В 1918 году экстерном окончила Тартускую Пушкинскую гимназию. С 1918 по 1920 год работала учителем в Алуксне. С 1921 года — в Риге.
В литературе выступила как переводчик эстонской лирики (1922). В 1930 году выпустила сборник стихов «Лесные цветы» («Sila ziedi»). Затем написала несколько пьес на темы буржуазного быта: «Опасный возраст» («Bīstamais vecums», 1927); «Осенние розы» («Rudens rozes», 1939); «Песня иволги» («Vālodzes dziesmas», 1940) и др. Опубликовала сборник путевых очерков «Солнечный Египет» («Saules zeme Egipte agrāk un tagad», 1937).
После Великой Отечественной войны выступала как советский драматург, пьесы «Возвращенная родина» («Atgūtā dzimtene», 1948), «Слово женщинам» («Vārds sievietēm», 1950), «Источник силы» («Spēka avots», пост. 1950, изд. 1951). Написала текст для первой латышской музыкальной комедии «В краю голубых озёр» («Zilo ezeru zemē», 1954, музыка А. Жилинского).
Похоронена на кладбище Райниса (надгробие скульптора К. Земдеги, 1958 — памятник мемориальной скульптуры).
В 1973 году в Апе открыт мемориальный музей Залите.